# Керолайн Флінт
Керолайн Луїза Флінт (англ. Caroline Louise Flint; нар. 20 вересня 1961, Твікенем, Лондон) — британський політик-лейборист. У жовтні 2010 року вона була обрана до тіньового уряду Еда Мілібенда як Міністр у справах громад і місцевого самоврядування. У 2011 році вона стала тіньовим Міністром з енергетики та зміни клімату.

## Життєпис
Вона отримала ступінь бакалавра з американської літератури та історії в Університеті Східної Англії. У 1978 році вона приєдналася до Лейбористської партії. У 1982–1984 вона була відповідальна за справи жінок у Національній організації лейбористських студентів. Вона працювала в Адміністрації освіти Внутрішнього Лондона. У 1988–1989 вона очолювала жіноче відділення Національного союзу студентів. У 1989–1991 вона була відповідальна за питання рівності у Раді Ламбета, протягом наступних двох років була відповідальна за питання розвитку. У 1994–1997 працювала у профспілці GMB.
Вона є членом Фабіанського товариства. З 1997 р. вона є членом Палати громад як представник округу Don Valley. У 1999 році стала особистим парламентським секретарем Пітера Хейна, а у 2002 році — Джона Рейда. У червні 2003 року вона стала членом уряду як парламентський заступник Міністра внутрішніх справ, у 2005 році обійняла ту ж посаду у Міністерстві охорони здоров'я. У 2006 році вона була призначена державним міністром у Міністерстві охорони здоров'я.
У 2007 році вона була керівником виборчої кампанії Хейзел Блерз на посаду заступника лідера партії, однак вона ці вибори програла. У червні того ж року Флінт була переведена до Міністерства праці та пенсій, де вона була відповідальна за зайнятість. Вона також отримала нещодавно створену посаду державного міністра з питань Йоркшира і Гамбера. У січні 2008 року вона була призначена державним міністром у справах будівництва і планування, а у жовтні 2008 року стала держміністром у справах Європи. Флінт подала у відставку зі всіх посад 5 червня 2009 року через те, як вона стверджує, що Гордон Браун керує «дворівневим урядом», і що вона відчувала, що вона розглядалась як «жіноче окозамилювання».
Флінт одружена з Філом Коулі, за якого вона вийшла заміж у липні 2001. У них є троє дітей.